# Magüí
Magüí là một khu tự quản thuộc tỉnh Nariño, Colombia. Thủ phủ của khu tự quản Magüí đóng tại Payan Khu tự quản Magüí có diện tích 2989 ki lô mét vuông. Đến thời điểm ngày 28 tháng 5 năm 2005, khu tự quản Magüí có dân số 8883 người.